# Грабарка (гора)
Свята Гора Грабарка (пол. Grabarka), відома також як Гора Хрестів — гора, розташована поруч з однойменним селом у Підляському воєводстві. Найважливіше місце паломництва православних християн у Польщі.

## Історія
В історичних документах перша згадка Гори Грабарка, щоправда, під іншою назвою, відноситься до 1710 року. За переказами, під час лютого мору хворі зцілювались водою з її святого джерела. Крім того, одному з місцевих жителів сталося одкровення, яке підказало піднятися на Грабарку хресним ходом і, провівши службу, встановити там принесені хрести. Так і зробили, після чого епідемія пішла на спад. До кінця року, в знак вдячності, на горі поставили каплицю.
Гора Грабарка знаходиться в Мельницькій пущі, недалеко від міста Сім'ятичі, поруч з селом Грабарка, від якого і отримала назву. являє собою лісистий, доволі просторий пагорб.
У підніжжя пагорба, ще до воріт, знаходиться старовинне джерело. Відразу за воротами на самий верх ведуть широкі сходи. На вершині, в сосновому лісі, ніби «пророслому» хрестами, стоїть невеликий дерев'яний Храм Преображення Господнього. У 1947 році на горі заснований православний Марфо-Маріїнський жіночий монастир. З того часу з'явилась офіційна назва: Свята Гора Грабарка, а інколи — Музей Молитви.
Поруч з монастирем, біля вершини Святої Гори, знаходиться православне кладовище.